# Urevere oja
Urevere oja är ett vattendrag i Estland.   Det ligger i landskapet Raplamaa, i den västra delen av landet, 70 km söder om huvudstaden Tallinn.